# Indusi folyamidelfin
Az indusi folyamidelfin  vagy indusi csőrösdelfin (Platanista gangetica minor) az emlősök (Mammalia) osztályának párosujjú patások (Artiodactyla) rendjébe, ezen belül a gangeszi folyamidelfin-félék (Platanistidae) családjába tartozó Platanista gangetica egyik alfaja.
1970 és 1998 között, ezt az állatot önálló fajnak és a gangeszi folyamidelfin (Platanista gangetica gangetica) testvérfajának vélték. A két cetet 1801-ben, két különböző helyen, két különböző biológus írta le, illetve nevezte meg, Lebeck és William Roxburgh. Ennek ellenére a kettőt 1970-ig egy fajként tartották számon, aztán morfológiai és kémiai vizsgálatok következtében, a kutatók elhatározták, hogy két különböző fajról van szó. 1998-ban, amikor is a mitokondriális DNS vizsgálatokat végeztek rajtuk, végre kitudódott, hogy ezek a folyami cetek valójában egy fajt alkotnak. A két állomány körülbelül a késő pleisztocén korszakban, 550 000 évvel ezelőtt szigetelődött el egymástól, így kialakulva a két alfaj. A genetikai bizonyítékoktól eltérően, az eddigi legrégebbi talált fosszilis bizonyíték, csak 12 ezer éves. Az ősük, nagyjából a középső miocén korszakban tért át a tengerből a folyókba.

## Előfordulása
Kizárólag az Indus folyóban fordul elő, Pakisztán Szindh és Pandzsáb tartományaiban. Népességének 80%-a szorult a Sukkur és Gubbu duzzasztógátak közti 170 km-es szakaszra. Elterjedésének felső határa a Dzsinnah-gát, északnyugat Pandzsábban, alsó határát pedig a Kotri-gát szabja meg Sind tartományban. Előfordul még a Chenab folyóban is. 1930 óta számos gátat építettek öntözési és energiahasznosítási céllal, melyek korlátozzák az állatok mozgását, elterjedését, és felszabdalták az eredetileg egységes populációt.

## Megjelenése
A felnőtt mérete 1,5-2,5 méter, tömege 70-90 kilogramm. Noha földrajzilag elkülönültek, külsőleg azonosnak tűnnek élőhelyeik is hasonlóak. Mindkét alfaj egyedi magányosan és párosával fordulnak elő, a legnagyobb eddig látott csoportjuk példányszáma is 10 alatt volt, az együtt elő állatok száma függ a populáció nagyságától (a 19. századi beszámolók gyakran tesznek említést nagyobb "iskolákról"). Különlegessége, hogy nincs szemlencséje és gyakorlatilag vak. A fény irányát, és erősségét valószínűleg érzékeli, de táplálékukat kifinomult echolokációs rendszerükkel találják meg.
Az egyedei néha az oldalukon úsznak, főként a sekély vizekben. Az állatok általában a jobb oldalukra fordulva a folyó aljzata közelében mozognak, a farkuk kissé magasabban tartják a fejüknél (amivel folyamatosan bólogatnak) és egyik mellúszójuk gyakran az iszapot szánja, táplálék után kutatva. Egyes beszámolók szerint esténként és főképp éjszaka úsznak oldalukon. Az állatok gyakran köröznek a víz alatt, általában az óramutató járásával ellentétes irányban.
A legfeltűnőbb jellemzője a hosszú, keskeny arcorr, amely az állatok teljes hosszának 1/5-ét is elérheti. Ez különbözteti meg őket ránézésre is a kúposfejű delfintől (Orcaella brevirostris) és a rücskösfarkú disznódelfintől (Neophocaena phocaenoides), melyeknek nincs jellegzetes arcorra (ezek elsősorban tengeri fajok, de gyakran felúsznak Ázsia nagy folyórendszereiben). Az indiai púposdelfin (Sousa plumbea) és a palackorrú delfin (Tursiops truncatus) szintén felúszhat néhány kilométerre a folyókban, de ezeknek feltűnő hátúszójuk van.

## Életmódja
A folyami delfinek felszíni kilégzése nyugodt időben elég messzire hallható, nevük urdu nyelven susu (hindiül soosoo), a tüsszentésszerű kilégzésüket utánzó szó. Az indusi és a gangeszi folyamidelfin egyaránt gyakran emelkedik a felszínre lélegezni olyan szögben, hogy egyes helyeken ránézésre összetéveszthető a gangeszi gaviállal (Gavialis gangeticus). A delfinek teljes arcorra és feje, de néha csak a homlokzsírpárna és a fej felső része látható az arcorral.
Mindkét alfaj egyedei látszólag pihenő nélkül éjjel-nappal úsznak és "beszélgetnek". Többet mutatnak magukból a felszínen, mint más folyami delfinek és úszás közben néha arcorruk kiáll a vízből. Ha megriadnak, ugorhatnak is, ekkor majdnem teljes testük kiemelkedik a vízből és fejjel előre érkeznek vissza, általában egy hangos farkcsapás kíséretében. A nőstények a hátukon a felszínre emelhetik borjaikat. Általában 30-45 másodpercenként jönnek a felszínre, és gyakran hirtelen irányváltoztatás után tűnnek el a vízben. Többnyire lassan mozognak, de képesek gyors kitörésre is. Átlagos csoportmérete 1-2 egyedből áll. Tápláléka halakból és világító krillekből vagy egyéb rákokból áll.

## Szaporodása
Az újszülött mérete 70–90 centiméter, tömege 7,5 kilogramm.

## Fordítás
- Ez a szócikk részben vagy egészben  a   South Asian river dolphin című angol Wikipédia-szócikk ezen változatának fordításán alapul.  Az eredeti cikk szerkesztőit annak laptörténete sorolja fel. Ez a jelzés csupán a megfogalmazás eredetét és a szerzői jogokat jelzi, nem szolgál a cikkben szereplő információk forrásmegjelöléseként.